# 回春
回春（かいしゅん）とは、春が巡ってくることを指す言葉。

## 概要
原義から転じて、「病気が回復すること」や「若返る」ことを指す言葉として用いられるようになった。現在の日本では性的に「衰えた精力を取り戻すこと」の意義で使われることもある。
また、地形学用語としては、地形輪廻の過程において地形が隆起するなどの原因により輪廻の進行が中断され、輪廻の出発点に戻ってふたたび下方侵食が活発化し、幼年谷を発達させることをいう。

## 歴史
16世紀後半、李朱医学（中国伝統医学）の漢方薬などを用いたいわゆる回春剤の処方をまとめた「万病回春」という医学書を宮廷の御典医でもある龔廷賢（きょうていけん、キョウは龍の下に共）が著作した。「万病回春」は江戸時代初期にキョウ廷賢（きょうていけん）の弟子の戴曼公（たいまんこう） が日本に渡来し、万病回春を日本で最初に紹介して日本全土に広め、日本漢方流派の後世派に影響を与えた。